# Gregory Watts
Gregory Watts (ur. 26 kwietnia 1967) – piłkarz z Turks i Caicos grający na pozycji pomocnika, reprezentant kraju.

## Kariera klubowa
Gregory Watts od początku swojej kariery klubowej (2002–2003) gra dla rodzimego zespołu KPMG United. W trakcie dziesięciu sezonów jego klub zdobył dwa tytuły mistrzowskie.

## Kariera reprezentacyjna
Podczas eliminacji do Mistrzostw Świata 2002 Watts wystąpił w dwóch spotkaniach; w pierwszym, reprezentacja Turks i Caicos na wyjeździe podejmowała reprezentację Saint Kitts i Nevis. W 54 minucie meczu Watts zastąpił Christophera Bryana. Mecz przebiegał jednak pod dyktando reprezentantów Saint Kitts i Nevis, którzy gościom strzelili osiem bramek (goście nie strzelili żadnego). W meczu rewanżowym reprezentanci Saint Kitts i Nevis pokonali swoich rywali 6–0, a Watts został zmieniony w 77 minucie przez Lavarda Evansa. Jak się później okazało, była to jedyna większa impreza, w której Watts miał okazję reprezentować barwy narodowe.